# Idiomyces peyritschii
Idiomyces peyritschii är en svampart som beskrevs av Thaxt. 1893. Idiomyces peyritschii ingår i släktet Idiomyces och familjen Laboulbeniaceae.   Inga underarter finns listade i Catalogue of Life.